# Somogygeszti
Somogygeszti község Somogy vármegyében, a Kaposvári járásban.

## Fekvése
Kaposvártól 24 kilométerre északra fekszik, Mernye nyugati szomszédságában, attól (és a 67-es főúttól) mintegy 5 kilométerre. Központján a 6513-as út húzódik végig, amely Ráksitól indulva Mernye érintésével Somogyjádig húzódik, összekötve a 67-es főutat a 6505-ös és 6701-es utakkal.
Az akác- és tölgyerdőkkel borított szelíd dombok szántóföldekkel váltakoznak a tájon.

## Története
1302-ben Geste (Gezte), majd 1353-ban Gezthe alakban említették az oklevelek. 
1440-ben az Örsi családé, majd Besenyő Péter birtoka lett, akinek örökös nélküli halála után 1411-1412-ben az Osztopáni család nyerte adományként. 1481-ben Szenterzsébeti Forster György, Várdai Mihály és Csapi Ilona birtoka volt, 1488-ban pedig Nagylucsei Benedek fiát, Ferencet, és Szenterzsébeti Forster György leányát, Annát iktatták be a birtokba. 1494-ben Bakó András itteni birtokait osztopáni Perneszy Imrének és Zsigmondnak adta el, az ezt követő századokban pedig több tulajdonos váltogatta egymást. 
A 19. században a Jankovich-Bésán család nagy uradalmat bírt Somogygesztin. Pribéri, vuchini és dunaszekcsői Jankovich-Bésán Géza (1857–1904), a Somogy vármegyei törvényhatósági bizottság tagja, Somogy vármegye lótenyész-bizottsági elnöke, nagybirtokos egyben senvedélyes lótenyésztő is volt. Híres somogygeszti ménese kiváló lovakat adott a lovasvilágnak. Jankovich-Bésán Géza egyetlen fia és örököse gróf pribéri, vuchini és dunaszekcsői Jankovich-Bésán József (1896–1972), nagybirtokos, a főrendiház örökös tagja, katonatiszt volt, aki 1916. december 30-án magyar grófi címet kapott IV. Károly magyar király koronázásakor. A kommunizmus bevezetése után gróf Jankovich-Bésán Józseftől somogygeszti kastélyát és uradalmát elvették, majd külföldre kényszerült kivándorolni; végül Bécsben hunyt el.
A háborúban elesettek emlékét a templom előtti szobor őrzi.
600 lakosú önálló jegyzőség. Iskolát és óvodát tart fenn. 1942-ig csak Gesztinek hívták.
A 20. század elején Somogy vármegye Igali járásához tartozott.
1910-ben 1093 lakosából 1073 magyar volt. Ebből 1055 római katolikus, 11 református, 17 izraelita volt.

## Közélete

### Polgármesterei
- 1990–1994: Szelechman László (független)[7]
- 1994–1998: Marton Rudolf (független)[8]
- 1998–2002: Marton Rudolf (független)[9]
- 2002–2006: Marton Rudolf (független)[10]
- 2006–2009: Marton Rudolf (független)[11]
- 2009–2010: Csór Zoltán (független)[12]
- 2010–2014: Csór Zoltán (független)[13]
- 2014–2019: Csór Zoltán (független)[14]
- 2019–2024: Csór Zoltán (független)[15]
- 2024– : Csór Zoltán (független)[1]

A településen 2009. október 18-án időközi polgármester-választást tartottak, az előző polgármester lemondása miatt.

## Népesség
A település népességének változása:
| Lakosok száma | 464  | 477  | 467  | 384  | 400  | 416  | 409  |
|               | 2013 | 2014 | 2015 | 2021 | 2022 | 2023 | 2024 |

A 2011-es népszámlálás során a lakosok 91,9%-a magyarnak, 26% cigánynak, 0,6% németnek, 0,2% ruszinnak mondta magát (7,5% nem nyilatkozott; a kettős identitások miatt a végösszeg nagyobb lehet 100%-nál). A vallási megoszlás a következő volt: római katolikus 68%, református 2,6%, evangélikus 0,2%, felekezet nélküli 13,4% (12,8% nem nyilatkozott).
2022-ben a lakosság 85,5%-a vallotta magát magyarnak, 10% cigánynak, 1% németnek, 0,3% ruszinnak, 0,3% lengyelnek, 1,8% egyéb, nem hazai nemzetiségűnek (14,3% nem nyilatkozott; a kettős identitások miatt a végösszeg nagyobb lehet 100%-nál). Vallásuk szerint 40,8% volt római katolikus, 3% református, 0,5% evangélikus, 0,3% görög katolikus, 1,3% egyéb keresztény, 1% egyéb katolikus, 25,3% felekezeten kívüli (28% nem válaszolt).

## Nevezetességei
- Jankovich-Bésán-kastély – a Jankovich-Bésán család kastélyát Botka János építette 1823-ban, klasszicista stílusban, 1926-1927-ben átépítették. Jelenleg magántulajdonban van, kastélyszálló lett belőle. A műemléki védelem alatt álló épület hathektáros parkja természetvédelmi terület.[19] Növényei kiemelkedő botanikai értéket képviselnek. Figyelmet érdemelnek a platánok, az ezüsthársak, a luc- és erdei fenyők.

- Római katolikus templom – 1773 elején épült, barokk stílusban. Védőszentje Keresztelő Szent János.

## Híres emberek
- Itt született 1819. május 21-én Wratislaw Ede magyar és amerikai szabadságharcos katona.
- Itteni birtokán élt és gazdálkodott az 1920-as években egy ideig Somssich Gyula jogász, bankigazgató, későbbi felsőházi tag.